# Juliet Landau
Pour les articles homonymes, voir Landau.
Juliet Landau, née le 30 mars 1965 à Los Angeles, (Californie, États-Unis), est une actrice américaine.

## Biographie
Juliet Rose Landau est la fille des acteurs Martin Landau et Barbara Bain. Elle a commencé une carrière de ballerine avant de devenir actrice et de se faire connaître au cinéma pour son rôle dans Ed Wood (1994). Elle a depuis travaillé pour le cinéma, la télévision et le théâtre.
Son rôle le plus célèbre est celui du vampire Drusilla dans la série télévisée Buffy contre les vampires et son spin-off Angel. Elle a été nommée pour ce rôle au Saturn Award de la meilleure actrice de télévision dans un second rôle en 2001. 
En 2007, elle prête sa voix aux Petites Sœurs dans le jeu vidéo BioShock.
En 2009, elle coscénarise deux numéros du comic book Angel: After the Fall dans lesquels Drusilla intervient.

## Filmographie

### Cinéma
- 1990 : Pump Up the Volume : Joni (scènes supprimées)
- 1990 : Les Arnaqueurs (The Grifters) : Young Lilly
- 1991 : Neon City : Twink Talaman
- 1994 : Ed Wood : Loretta King
- 1994 : Direct Hit (en) : Shelly
- 1995 : T-Rex (Theodore Rex) : Dr. Veronica Shade
- 1997 : Ravager : Sarra
- 2004 : Toolbox Murders : Julia Cunningham
- 2005 : Going Shopping : Isabella
- 2007 : Fanatique (Hack!) : Mary Shelley King
- 2008 : Haunted Echoes : Claire
- 2009 : Green Lantern : Le Complot (Green Lantern: First Flight) : Labella (voix)
- 2011 : InSight : Dr. Lisa Rosan
- 2012 : La Ligue des justiciers : Échec (Justice League: Doom) : le Dix (voix)
- 2012 : Strange Frame : Bitsea (voix)
- 2014 : Fairfield : Ms. Matthews
- 2014 : Dark Hearts : Astrid
- 2014 : Where the Road Runs Out : Corina
- 2015 : La Ligue des justiciers : Le Trône de l'Atlantide (Justice League: Throne of Atlantis) : Lois Lane (voix)
- 2016 : The Bronx Bull : Starlet
- 2017 : The Terror of Hallow's Eve : Infirmière Pryce
- 2020 : A Place Among the Dead : Jules
- 2022 : Little Johnny Jewel : Dotty Simmons
- 2023 : Citizens : Zoe

### Télévision
- 1992 : Parker Lewis ne perd jamais  (série, saison 2 épisode 20) : Lucinda
- 1997-2003 : Buffy contre les vampires (série, saisons 2, 5 et 7 dans 17 épisodes) : Drusilla
- 1999 : Millennium  (série, saison 3 épisode 15) : Jeanie Bronstein
- 1999 : La Femme Nikita  (série, saison 3 épisode 15) : Jan Baylin
- 2000-2004 : Angel (série, saisons 2 et 5 dans 7 épisodes) : Drusilla
- 2003 : La Vie avant tout  (série, saison 4 épisode 1) : Lorraine
- 2005-2006 : La Ligue des justiciers (série, 7 épisodes) : Tala (voix)
- 2008-2010 : Ben 10: Alien Force (série, 5 épisodes) : Helen / Natalie (voix)
- 2011 : Chéri, j'ai agrandi le chien (Monster Mutt) (téléfilm) : Natalya
- 2011-2012 : Ben 10: Ultimate Alien (série, 5 épisodes) : Natalie / Verdona / Helen Wheels (voix)
- 2012 : Esprits criminels (série, saison 7 épisode 19) : Catherine Heathridge / Kate Harris
- 2012 : ThunderCats (série, saison 1 épisode 17) : Reine Leona (voix)
- 2012 : Green Lantern (série, 3 épisodes) : Drusa (voix)
- 2014 : Ben 10: Omniverse (série, 2 épisodes) : Helen (voix)
- 2015 : Muzzled the Musical (série, 2 épisodes) : The Black Matron
- 2019 : Harry Bosch (série, 4 épisodes) : Rita Tedesco
- 2019- 2020 : Vampire: The Masquerade: L.A. By Night  (série, 2 épisodes) : Esther
- 2021-2022  : Claws (série, 2 épisodes) : Cordelia
- 2023 : The Fledgling (mini-série) : Bianca

### Jeu vidéo
- 2007 : BioShock : les Petites Sœurs

## Distinctions

### Récompenses
- City of Angels Women's Film Festival 2022 : Lauréate du Prix du Jury du film le plus inspiré pour A Place Among the Dead (2021).
- 2022 : FANtastic Horror Film Festival du meilleur film de vampire pour A Place Among the Dead (2021) partagée avec Jack Baric, Ashley R. Friedman, Marlon Gilbert, Ronald L. Halvas, Todd Seligman, Todd Tucker et Deverill Weekes.
- 2022 : FANtastic Horror Film Festival de la meilleure distribution pour A Place Among the Dead (2021) partagée avec Gary Oldman, Robert Patrick, Ron Perlman, Lance Henriksen, Anne Rice, Joss Whedon, Mariana Klaveno, Charlaine Harris, Meadow Williams, Tom Holland · David J, Kim Newman, Cole Haddon, Deverill Weekes, Janet Chamberlain, Amy Jennings, Denise Blasor, Louahn Lowe, Kay Oldman · Seven McDonald · David Carreno, Kevin Haney, Bryan Michael Hall, Seth Bewley, Raymond-Kym Suttle, Allyson Sereboff, Mike Urbina, Taffy Bennington, Ann Beckette, Teri Samuels, Cheyenne Folkert, Sara Raftery, Denise Zamora, Harry Groener et Dawn Didawick.

### Nominations
- Saturn Awards 2001 : Meilleure actrice dans un second rôle dans une série télévisée pour Angel